# Renault Kiger
La Renault Kiger è un'autovettura prodotta a partire dal 2021 dalla casa automobilistica francese Renault.

## Descrizione
Presentata a fine gennaio 2021, è stata progettata e viene prodotta appositamente per l'India.
La Kiger è stata presentata in anteprima in versione concept "showcar" il 18 novembre 2020. La versione di produzione ha debuttato il 28 gennaio 2021 a Nuova Delhi. Lo stile esterno ed interno della Kiger è stato progettato e sviluppato in simbiosi dalle divisioni di design francese e indiano. La Kiger viene costruita sulla piattaforma Renault-Nissan CMF-A+ condivisa con la Triber e la Nissan Magnite.
La vettura è dotata di due motorizzazioni: un benzina aspirato siglato B4D a tre cilindri da 1,0 litri capace di erogare 72 CV e 96 Nm di coppia abbinato a un cambio manuale a 5 marce. Al vertice della gamma c'è il motore a benzina turbo siglato HRA0 da 1 litro che eroga 100 CV accoppiato anch'esso ad una trasmissione a cinque rapporti manuale o in opzione a un CVT a variazione continua.